# Ягубецький парк
Ягубецький парк — парк-пам'ятка садово-паркового мистецтва місцевого значення. Об'єкт розташований на території Христинівського району Черкаської області, село Ягубець.
Площа — 6 га, статус отриманий у 2000 році.
Охороняється парк, закладений у 1880-1885 роках на садибі пана Мартина. Дендрологічну основу складає ялинове насадження.